# Liriomyza solanivora
Liriomyza solanivora är en tvåvingeart som beskrevs av Spencer 1973. Liriomyza solanivora ingår i släktet Liriomyza och familjen minerarflugor.
Artens utbredningsområde är Venezuela. Inga underarter finns listade i Catalogue of Life.